# Ludwigsburgo
Ludwigsburgo é uma cidade da Alemanha localizada no distrito de Ludwigsburg, região administrativa de Stuttgart, estado de Baden-Württemberg.

## História
Artefatos encontrados em sítios arqueológicos no entorno da cidade, como cereais usados para produção de cerveja, indicam a presença de povos celtas na região durante o período Hallstatt.
A atual cidade de Ludwisburgo, que em alemão significa "castelo de Ludwig", surgiu em torno do Palácio de Ludwigsburg, construído por Eberhard Ludwig, duque de Württemberg, em 1704, recebendo status de cidade em 1718.
Durante a segunda guerra, a cidade sofreu danos moderados, com 1 500 mortes e 140 residências destruídas

## Demografia

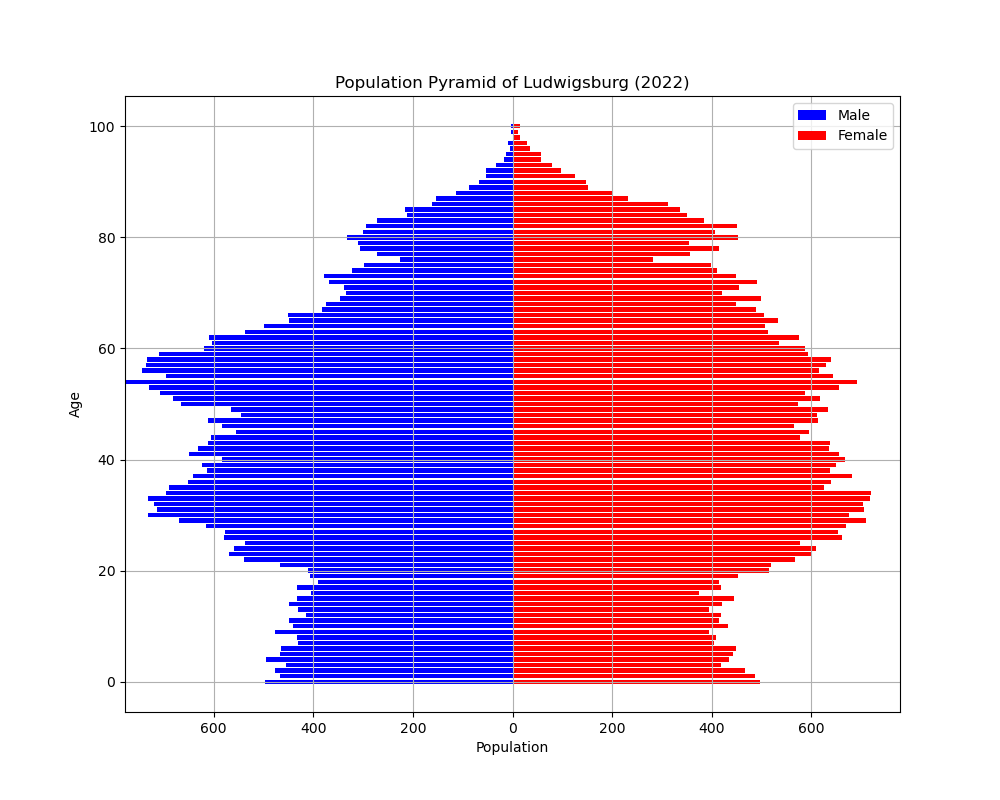
Pirâmide populacional de Ludwigsburg em 2022

No censo de 2022, sua população era de 91 810 habitantes, numa área de 43,34 km², dos quais 26,7% eram protestantes, 19,1% católicos romanos, e 51,8% outras religiões, sem religião, ou não responderam.

## Política
O resultado das eleições de 2024 definiu o conselho municipal conforme a tabela abaixo.
| Partido       | Partido                                     | % 2024  | Assentos 2024 |
| ------------- | ------------------------------------------- | ------- | ------------- |
| Grüne         | Bündnis 90/Die Grünen                       | 22,59   | 9             |
| CDU           | Christlich Demokratische Union Deutschlands | 21,50   | 9             |
| FW            | Freie Wähler Ludwigsburg                    | 15,05   | 6             |
| SPD           | Sozialdemokratische Partei Deutschlands     | 13,37   | 5             |
| FDP           | Freie Demokratische Partei                  | 8,06    | 3             |
| Linke         | Die Linke                                   | 4,44    | 2             |
| Vielfalt      | Bündnis der Vielfalt                        | 3,25    | 1             |
| LUBU          | Liste Unabhängiger Bürgerinnen Und Bürger   | 2,23    | 1             |
| AfD           | Alternative für Deutschland                 | 9,51    | 4             |
| Total         | Total                                       | 100 %   | 40            |
| Votos válidos | Votos válidos                               | 59,34 % | 59,34 %       |

## Cultura

### Esporte
A cidade possui um clube de basquete profissional, o Riesen Ludwigsburg.

## Personalidades
- Hartmut Michel (1948), prémio Nobel da Química de 1988